# 楊世銘
楊世銘（1925年1月25日—2017年2月4日）是一位中国热力学家。。是中國工程熱物理學會執行委員會常任理事，也是國家熱工學院教育諮詢委員會副主席。 他自1980年以來一直擔任熱工程物理學雜誌的編輯委員會成員，自1982年以來一直擔任國際傳熱傳質期間的榮譽編輯顧問委員會，以及執行委員會以及國際熱力中心的科學委員會。 和自1987年以來的傳播。。

## 生平
12歲逃往上海，在一所高中讀書的時候，中國共產黨的影響他，因此他在1941年加入中國共產黨。在1942年就讀於国立交通大學。然而由于时局动荡，他的大學生活中斷了，但他於1946年回到大學，並於1948年從那裡獲得了學士學位。他先後在一所技術學校擔任教師，在橡膠廠擔任工程師。 之後到了美国，他於1950年獲得凱斯西儲大學的碩士學位。然後，他成為馬克斯 雅各布教授指導的研究生，並於1953年獲得伊利諾理工學院的博士學位。應雅各布的要求，楊在1953年底返回上海之前加入了IIT的傳熱實驗室。他們的共同努力揭示了雅各布常数。楊世銘從1956年開始在交通大學任教，次年他跟隨交通大學西迁至西安。自1958年至1985年間，他擔任西安交通大學熱工學專業的副教授，教授。考虑到杨妻的去世和喪親之痛西安交通大学同意杨调入东部地区工作，在那裡他繼續他的工作直到退休。楊為中國熱力學教育做出了巨大貢獻。他編輯的教科書“熱傳”於1988年獲得全國優秀教科書獎。

## 家庭
楊的妻子在20世紀80年代去世了。 
他們有一個女兒和一個兒子。